# Olibrinus mangroviarum
Olibrinus mangroviarum is een pissebed uit de familie Olibrinidae. De wetenschappelijke naam van de soort is voor het eerst geldig gepubliceerd in 1972 door Franco Ferrara.